# Mesoleptus ineditus
Mesoleptus ineditus là một loài tò vò trong họ Ichneumonidae.